# A Destruição da Razão
A Destruição da Razão (Die Zerstörung der Vernunft) é um livro de filosofia política do filósofo marxista György Lukács publicado em 1954. Em edições posteriores, foi incluído o subtítulo Der Weg des Irrationalismus von Schelling zu Hitler ("O Caminho do Irracionalismo de Schelling a Hitler"), que também pode ser visto como um resumo abreviado da obra.
Lukács, partindo do método marxista, que posiciona a história da filosofia na superestrutura a partir do desenvolvimento estrutural das forças produtivas e das lutas de classes (cf. o verbete infraestrutura e superestrutura), destrincha, mostra e critica o irracionalismo de uma série de autores conhecidos na filosofia ocidental e na sociologia modernas: Schelling, Schopenhauer, Kierkegaard, Nietzsche, Dilthey, Simmel, Scheler, Spengler, Heidegger, Jasper, Weber, entre outros, mapeando na filosofia alemã o que teria levado ao nazifascismo ou a ele se associado. Assim, o autor discute imperialismo, demagogia, elitismo, darwinismo social, "racismo científico" e outros temas. Em um esboço em seus anos finais para um projeto de autobiografia (Gelebtes Denken), Lukács anota: "A Destruição da Razão é novamente a história social de um típico tornar-se perverso do pensamento".
Com esta obra, Lukács também destoa do enfoque stalinista da época, que havia estabelecido uma clivagem única para a história da filosofia que só opusesse materialismo a idealismo. Sem abdicar da concepção materialista da História e da crítica ao idealismo, o autor, em seu projeto de retomada a Karl Marx e de renovação do movimento comunista, prefere opor racionalismo a irracionalismo. Segundo ele próprio, em Pensamento Vivido. Autobiografia em diálogo, livro de diálogos com outros camaradas lançado já na velhice:
"Aqui eu também era contra o dogma segundo o qual a filosofia moderna se fundaria exclusivamente na oposição entre materialismo e idealismo. Assumi a oposição entre irracionalismo e racionalismo, qualquer que fosse a forma destes, idealista ou materialista [...]"

## Contexto e escrita
A Destruição da Razão foi escrito sobretudo durante a Segunda Guerra Mundial (1939-1945) e terminado no começo dos anos 1950, tendo sido publicado em 1954. Segundo o próprio Lukács, já na velhice, em Pensamento Vivido. Autobiografia em diálogo, fruto de entrevistas, em forma de colóquios, feitas pelos camaradas Istvàn Eörsi e Erzsébet Vezér no primeiro semestre de 1971:
"[...] Quanto à filosofia, porém, foi naquela época [anos 30] que comecei meu trabalho filosófico e me encontrava em total oposição à linha sustentada por Stálin. Naquela época, escrevi meu livro sobre Hegel [O Jovem Hegel], na segunda metade dos anos 30, num período em que Zdanov já dizia que, na verdade, Hegel era o ideólogo da reação feudal contra a Revolução Francesa, e não se pode afirmar que meu livro sobre Hegel seja uma exposição dessa ideia. Mais tarde, Zdanov apresenta, com Stálin, toda a história da filosofia como a luta entre materialismo e idealismo. A Destruição da Razão, ao contrário, que, no geral, foi escrita durante a guerra, põe no centro da reflexão uma oposição totalmente diversa, isto é, a luta entre filosofia racional e irracional. É verdade que os irracionalistas eram todos idealistas, mas eles também tinham antagonistas racionalistas-idealistas. Portanto, a oposição que exponho em A Destruição da Razão é totalmente incompatível com a teoria zdanoviana. [...] No começo dos anos 50 concluí o livro, mas a maior parte do manuscrito já estava pronta durante a guerra. Note bem, na década de 50 ainda estava em vigor a concepção segundo a qual a oposição entre materialismo e idealismo seria a única oposição da história da filosofia. O senhor talvez se lembre que, depois da publicação de A Destruição da Razão, fui atacado pela esquerda com o argumento de que havia negligenciado esta importante questão."

## Sumário
- Nota sobre a 2ª edição alemã (escrita em Budapeste em dezembro de 1960)

- Introdução
  - Sobre o irracionalismo como fenômeno internacional do período imperialista

- Primeiro capítulo
  - Sobre algumas características do desenvolvimento histórico da Alemanha

- Segundo capítulo
  - A fundação do irracionalismo no período entre duas revoluções (1789-1848)
  - I. Observações prévias e de princípio sobre a história do irracionalismo moderno
  - II. A intuição intelectual de Schelling como primeira forma de manifestação do irracionalismo
  - III. A filosofia tardia de Schelling
  - IV. Schopenhauer
  - V. Kierkegaard

- Terceiro capítulo
  - Nietzsche como fundador do irracionalismo do período imperialista

- Quarto capítulo
  - A filosofia da vida na Alemanha imperialista
  - I. Essência e função da filosofia da vida
  - II. Dilthey como fundador da filosofia da vida do imperialismo
  - III. A filosofia da vida no período pré-guerra (Simmel)
  - IV. Guerra e entreguerras (Spengler)
  - V. A filosofia da vida do período da “estabilização relativa” (Scheler)
  - VI. A quarta-feira de cinzas do subjetivismo parasitário (Heidegger, Jaspers)
  - VII. A filosofia da vida pré-fascista e fascista (Klages, Jünger, Baeumler, Böhm, Krieck, Rosenberg)

- Quinto capítulo
  - O neo-hegelianismo

- Sexto capítulo
  - A sociologia alemã do período imperialista
  - I. O nascimento da sociologia
  - II. Os começos da sociologia alemã (Schmoller, Wagner e outros)
  - III. Ferdinand Toennies e a fundação da nova escola da sociologia alemã
  - IV. A sociologia alemã do período guilhermino (Max Weber)
  - V. A vulnerabilidade da sociologia liberal (Alfred Weber, Mannheim)
  - VI. A sociologia pré-fascista e fascista (Spann, Freyer, Carl Schmitt)

- Sétimo capítulo
  - Darwinismo social, teoria das raças, fascismo
  - I. Os inícios da teoria das raças no século XVIII
  - II. Gobineau e a fundação da teoria das raças
  - III. O darwinismo social (Gumplowicz, Ratzenhofer, Woltmann)
  - IV. H. St. Chamberlain como o fundador da teoria moderna das raças
  - V. A “visão de mundo nacional-socialista” como síntese
  - Demagógica da filosofia do imperialismo alemão

- Epílogo
  - Sobre o irracionalismo no pós-guerra

- Posfácio
  - Sobre como lidar com o passado alemão (publicado em 1966 numa edição condensada da obra autorizada por Lukács e na edição brasileira de 2020)

## Recepção e respostas
De acordo com Nicolas Tertulian, diretor de estudos da École des Hautes Études en Sciences Sociales (Paris), "A Destruição da Razão é, sem dúvida, o livro mais controvertido de György Lukács: desde seu aparecimento, há mais de 30 anos [Tertulian escrevia nos anos 1980], uma massa impressionante de contestações se acumulou em torno desta obra".
Nos círculos oficiais da União Soviética da época, a obra de Lukács foi encarada como revisionista. O próprio autor tomou conhecimento, por exemplo, de um texto publicado por um certo Balogh e reproduzido no livro György Lukács e o revisionismo, publicado em 1960 na Alemanha Oriental (os artigos publicados nas revistas soviéticas teriam o mesmo sentido). Em carta ao tradutor italiano de seu livro O Jovem Hegel, R. Solim, em 1º de outubro de 1959, Lukács rebate:
"Os sectários se mostraram seguramente muito escandalizados que o dogma de Jdanov sobre a oposição entre materialismo e idealismo como único objeto da história da filosofia – dogma tido por eles com aura de santidade – tenha sido ridicularizado e eles tentaram – através das mais grosseiras falsificações de citações – demonstrar o caráter ‘revisionista’ do livro".
Reafirmando seu desdém pelas críticas desse gênero, as quais à época ressoavam de todos os lados em revistas oficiais soviéticas (isto depois de seu retorno da deportação romena), Lukács lembrava a Solim as palavras de Dante a Virgílio: “Non raggionam di lor, ma guarda e passa”.
Os pensadores da Escola de Frankfurt (Adorno, primeiro, depois Herbert Marcuse e mesmo Leo Löwenthal) contestaram o livro de Lukács.
Leszek Kolakowski, em sua História do Marxismo, o denuncia como uma eloquente "involução stalinista" do pensamento de Lukács, enquanto que Louis Dumont, nos seus Essais sur l'individualisme, mas também em prefácio a um livro de Karl Polanyi, toma distâncias.
Mesmo pensadores marxistas próximos a Lukács, como Ernst Bloch e Henri Lefebvre, incomodaram-se com o conteúdo radical de algumas de suas análises. Bloch, por exemplo, deve ter sido o primeiro a objetar particularmente com a postura de Lukács em relação a Schelling; escreve Bloch a Lukács em carta de 25 de junho de 1954, ano da publicação do livro: "[...] É igualmente surpreendente ver como tu queres atualizar post numerando e de uma maneira muito exagerada as invectivas não pronunciadas de Hegel contra Schelling [...]". Mas é sobretudo o fato de ter situado Schelling na origem de uma linha de pensamento que deveria desembocar, numa sequência de degradações, no fenômeno nazista, que despertou o protesto de Bloch: "[...] há um caminho levando diretamente da intuição intelectual até Hitler? Three cheers for the little difference. Não é conferir um brilho de todo indevido ao estandarte, ou melhor, às latrinas hitlerianas? [...]" No entanto, não só Bloch não escreveu sobre Schelling um estudo sistemático equivalente ao capítulo consagrado a Schelling em A Destruição da Razão, como também as teses de Lukács encontraram confirmação e até mesmo desenvolvimento nos trabalhos do pesquisador marxista contemporâneo Hans Jörg Sandkühler, autor de vários estudos sobre Schelling.
Os admiradores de Schelling, de Nietzsche, de Dilthey ou de Heidegger costumam recusar a obra, enquanto que os críticos desses autores encontram nela ainda hoje sólidos substratos para a crítica demolidora.

## Edição brasileira
Em dezembro de 2020, o Instituto Lukács do Brasil lançou a primeira tradução para o português como seu ato de encerramento com tradução de Bernard Herman Hess, Rainer Patriota e Ronaldo Vielmi Fortes. A revisão geral técnica ficou a cargo de Ronaldo Vielmi Fortes e Ester Vaisman.